# Bicicletta da sterrato

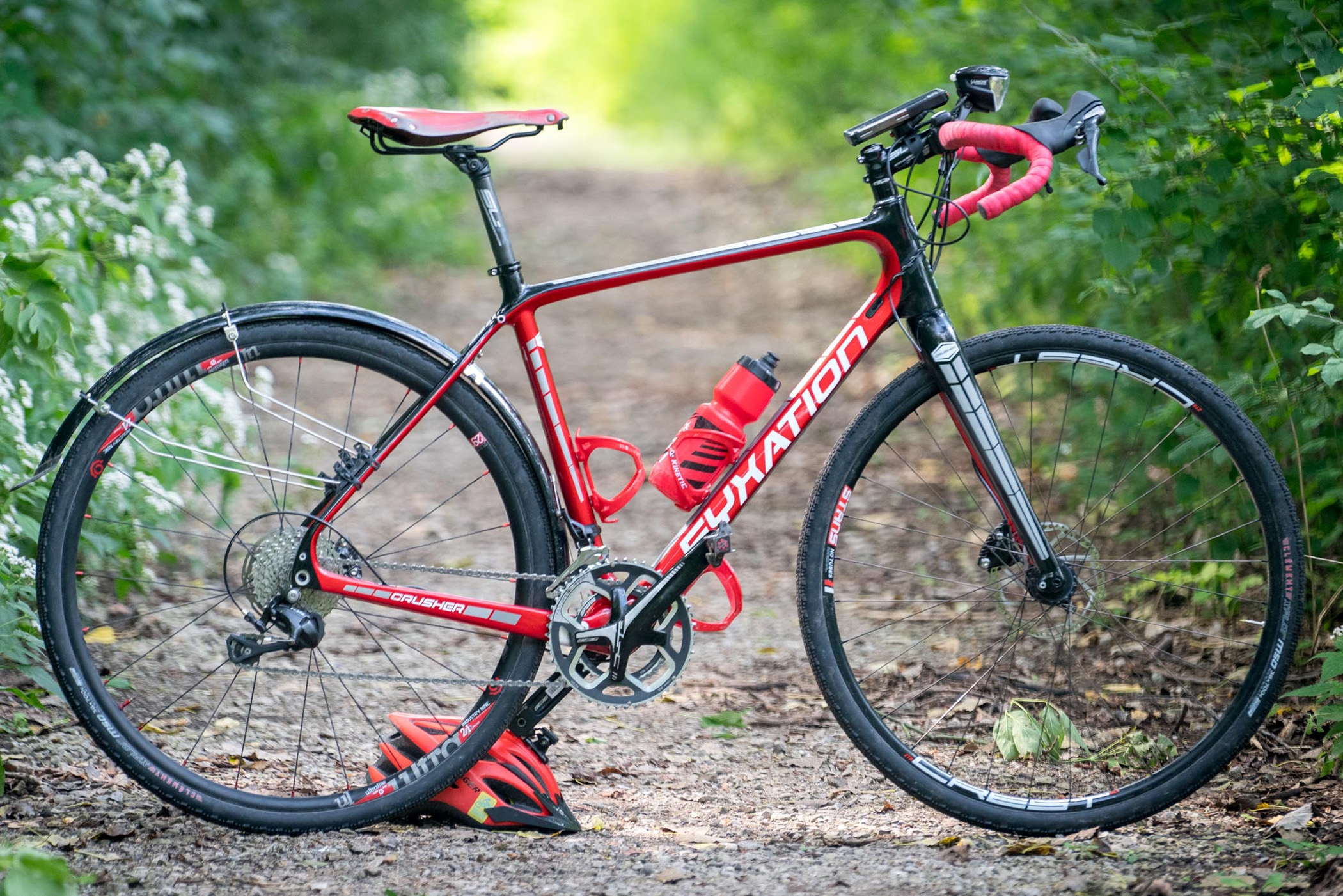
Una bici da sterrato Fyxation, con freni a disco e perno passante.

La bicicletta da sterrato, da ghiaia, sterraiola o gravel è un tipo di bicicletta che combina le caratteristiche di una mountain bike con quelle di una bici da corsa, in maniera tale da percorrere strade sterrate a velocità maggiori o su distanze più lunghe.

## Caratteristiche
Non esiste una definizione precisa di bici da ghiaia, ma ci sono alcune caratteristiche comuni:
- Geometria del telaio adattata per consentire manovrabilità e stabilità con le basi allargate per consentire il montaggio di pneumatici con sezione maggiore rispetto alle bici da strada.
- Manubrio simile al manubrio da strada, ma con una forma specifica per offrire maggiore comodità sui sentieri.
- Freni a disco.
- Nessuna sospensione.
- Pneumatici misti.
- Staffe per il montaggio di parafanghi e portapacchi.

## Ciclismo su ghiaia

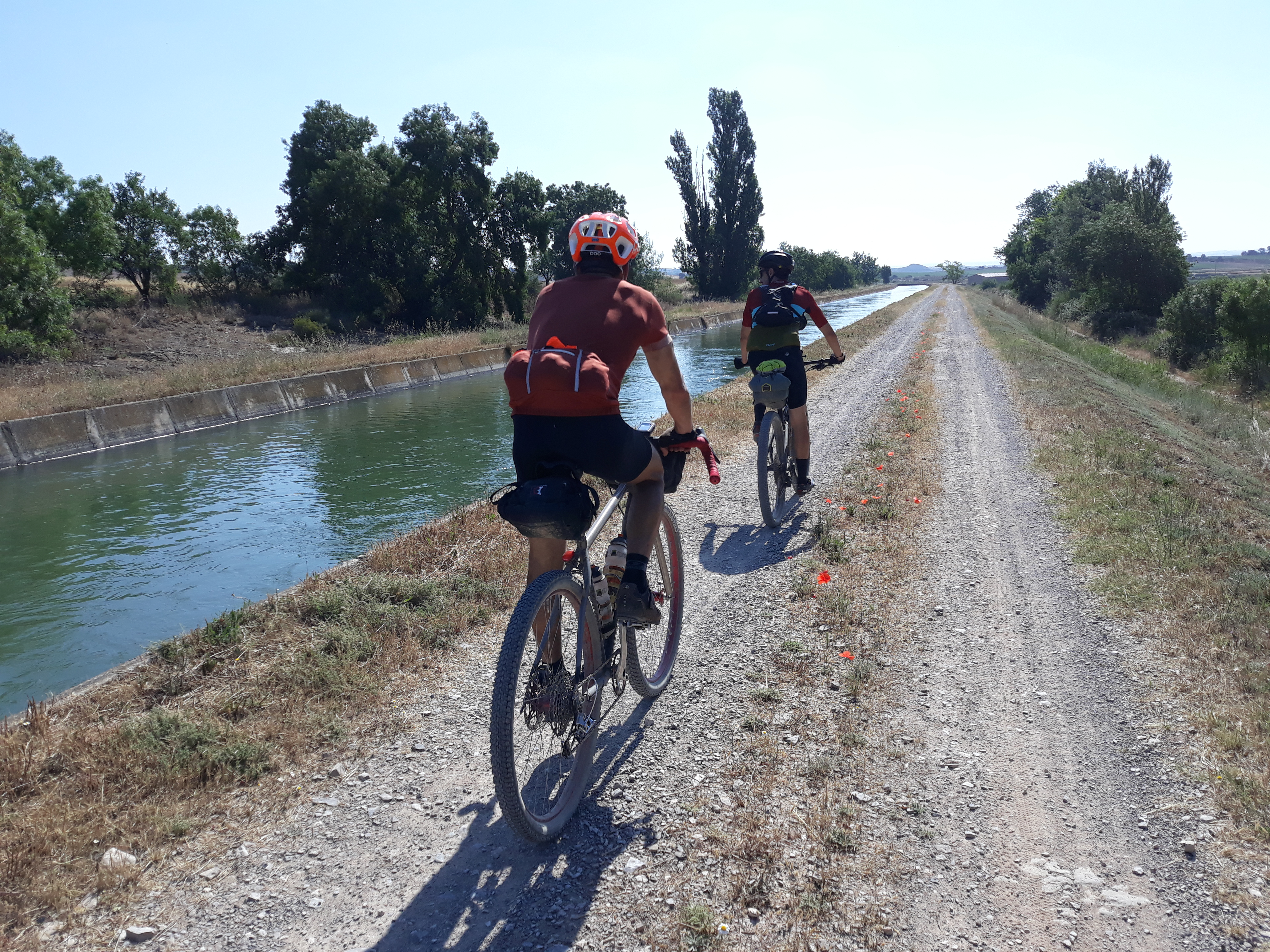
Ciclisti al Canal d'Urgell, in Catalogna

Il ciclismo su ghiaia è una pratica sportiva che mescola itinerari su strade secondarie a sentieri, piste e strade. Simile alla pratica del ciclocross, ma con percorsi meno duri e generalmente più lunghi.

### In Italia
Esempi di competizioni di ciclismo su ghiaia di rilevanza internazionale sono la Strade Bianche (2017) e i Campionati del mondo di ciclismo gravel (2022), le cui prime due edizioni si sono tenute entrambe in Veneto.